# ميليسا كلير إغان
ميليسا كلير إغان (بالإنجليزية: Melissa Claire Egan)‏ هي ممثلة أمريكية، ولدت في 28 سبتمبر 1981 في باوند ريدج ‏ في الولايات المتحدة.

## وصلات خارجية
- الموقع الرسمي
- ميليسا كلير إغان على موقع IMDb (الإنجليزية)
- ميليسا كلير إغان على موقع ألو سيني (الفرنسية)
- ميليسا كلير إغان على موقع أول موفي (الإنجليزية)
- ميليسا كلير إغان على موقع قاعدة بيانات الفيلم (الإنجليزية)
- ميليسا كلير إغان على موقع كينوبويسك (الروسية)